# باملاك تيسيما وييسا
باملاك تيسيما وييسا (مواليد 30 ديسمبر 1980) هو حكم كرة قدم إثيوبي.
أصبح حكم دولي في 2009، وشارك كحكم في  تصفيات أفريقيا كأس العالم 2014 وكانت مباراته الأولى بين منتخب  جيبوتي وناميبيا.

## روابط خارجية
- باملاك تيسيما وييسا الخشين على موقع Soccerway.com (الإنجليزية)
- باملاك تيسيما وييسا الخشين على موقع أوليمبيديا (الإنجليزية)